# Dobolii de Jos, Covasna
Dobolii de Jos (în maghiară Aldoboly) este un sat în comuna Ilieni din județul Covasna, Transilvania, România. Se află în partea de sud-vest a județului,  în Depresiunea Sfântu Gheorghe, la o altitudine de 516 m.

## Așezare
Satul este situat la o distanță de 8 km. sud de Sfântu Gheorghe, pe malul drept al râului Olt, pe Drumul Județean 112 (ce leagă orașul Brașov de reședința județului Covasna) și aparține comunei Ilieni.

## Scurt istoric
Prima atestare documentară datează din anul 1461, dar descoperirile arheologice arată că zona a fost locuită încă din epoca bronzului.
În anul 1880  in albia Oltului a fost găsită o sabie lungă de fier de tip akinakes din prima epocă a fierului, de caracter scitic, iar pe câmpul numit Mândra (Bűszke) s-au descoperit  morminte plane de incinerație cu oase și urne de cenușă, cioburi de vase și cuțite datând din aceeași epocă.
Pe parcursul timpului localitatea a avut mai multe denumiri: Dobolaj în 1773, Dobá în 1787, Doba în 1850 și Dobolii din 1854.
Al II-lea război mondial face și aici multe victime în luptele dintre armata româna  și sovietică de o parte și detașamentele armate  ungare și germane de partea cealaltă. Trupurile celor uciși pe câmpurile de bătaie au fost îngropate în Cimitirul Eroilor din Dobolii de Jos.

## Obiectiv memorial

Monumentul Eroilor, Dobolii de Jos

- Monumentul Eroilor. Obeliscul este amplasat în cimitirul militar din satul Dobolii de Jos și a fost dezvelit în anul 1946, pentru cinstirea memoriei ostașilor români, maghiari și germani, căzuți în septembrie 1944. Monumentul este alcătuit dintr-un postament în trepte, deasupra căruia se află un obelisc în formă de prismă. În partea superioară este fixată o cruce, de 5 m înălțime, pe a cărei latură frontală sunt înscrise următoarele: „Nu vărsați lacrimi pe mormânțul eroilor, ci mai curând slăviți-i în cântece, așa ca faima lor să rămână un ecou prin legenda veacurilor“. Pe fața a doua este o altă inscripție: „Să nu uităm pe cei care au căzut pentru țară. Să le îngrijim cu drag mormintele împodobindu-le frumos cu flori. Să le preamărim faptele și să ne rugăm pentru odihna sufletelor lor. I. Nicodim, patriarhul României“.

## Atracții turistice
- Conacul Hollaky
- Biserica Ortodoxă cu hramul Sfântul Mare Mucenic Dimitrie-Izvorâtorul de Mir, sfințită în anul 1895 de către mitropolitul Ardealului Miron Romanul.
- Monumentul Eroilor